# مسجد جامع یالرود
مسجد جامع یالرود مربوط به دوره صفوی - دوره قاجار است و در شهرستان نور، بخش بلده، دهستان شیخ فضل ا ۰۰۰، روستای یالرود واقع شده و این اثر در تاریخ ۷ اسفند ۱۳۸۶ با شمارهٔ ثبت ۲۱۵۶۳ به‌عنوان یکی از آثار ملی ایران به ثبت رسیده است.